# Herrmann Zschoche
Herrmann Zschoche, né le 25 novembre 1934 à Dresde (Allemagne), est un réalisateur et scénariste allemand et est-allemand.
Il a réalisé 25 films entre 1961 et 1994. Son film Bürgschaft für ein Jahr (1981) a été inscrit au 32e Festival international du film de Berlin.

## Biographie
Après une première expérience de cameraman pour la télévision, Hermann Zschoche est formé à l'école de cinéma de Babelsberg entre 1954 et 1959. Il occupe un poste d'assistant pendant plusieurs années, notamment pour Frank Beyer. Il se spécialise dans le film pour enfants (Kinderfilme) et les contes de fées "réalistes".
En 1965, son premier film pour adultes est Karla, devenu un classique de la nouvelle vague est-allemande, mais interdit au même titre que C'est moi le lapin et La Trace de pierres, autres films critiques sortis cette année-là. Le film ne sortira sur les écrans qu'à la fin des années 1980.
Il revient alors au thème de la jeunesse, de l'adolescence et collabore plusieurs fois avec le scénariste Ulrich Pflenzdorf. Puis il fait un écart au début des années 1970 en dirigent une grosse production de science-fiction tournée en 70mm, Eolomea. En 1978, il réalise un film d'adolescent à succès,  Sept Taches de rousseur : dans une colonie de vacances des adolescents montent la pièce Roméo et Juliette et s'éveillent à l'amour. Il donnera une suite à ce film en 1989 avec Grüne Hochzeit.
Dans les années 1980, marquée par les difficultés sociales et familiales, son étude de la jeunesse est-allemande se fait plus sombre, avec notamment Bürgschaft für ein Jahr et L'Île aux cygnes. Il s'essaie aussi au film historique avec Hälfte des Lebens, biographie de Hölderlin où Ulrich Mühe incarne le jeune poète.
Comme d'autres cinéastes de la DEFA, Hermann Zschoche peine à poursuivre sa carrière dans l'Allemagne réunifiée.
Hermann Zschoche a été marié à la comédienne et actrice Jutta Hoffmann.

## Filmographie

### Au cinéma

#### Réalisateur
- 1961 : Das Märchenschloß (de)
- 1962 : Das Stacheltier - Man lernt nie aus (court métrage)
- 1962 : Die Igelfreundschaft (de)
- 1964 : Engel im Fegefeuer (de)
- 1964 : Lütt Matten und die weisse Muschel (de)
- 1965 : Karla
- 1968 : Leben zu zweit (de)
- 1969 : Weite Straßen – stille Liebe (de)
- 1972 : Eolomea
- 1974 : Liebe mit 16 (de)
- 1976 : Philipp, der Kleine (de)
- 1978 : Sept Taches de rousseur (Sieben Sommersprossen)
- 1979 : Feuer unter Deck (de)
- 1980 : Glück im Hinterhaus (de)
- 1980 : Und nächstes Jahr am Balaton (de)
- 1981 : Bürgschaft für ein Jahr
- 1983 : L'Île aux cygnes (Insel der Schwäne)
- 1985 : Hälfte des Lebens (de)
- 1987 : Die Alleinseglerin (de)
- 1989 : Grüne Hochzeit (de)
- 1991 : Das Mädchen aus dem Fahrstuhl (de)

#### Scénariste
- 1961 : Das Märchenschloß (de)
- 1962 : Das Stacheltier - Man lernt nie aus
- 1962 : Die Igelfreundschaft (de)
- 1964 : Lütt Matten und die weisse Muschel (de)
- 1965 : Karla
- 1976 : Philipp, der Kleine (de)
- 1983 : L'Île aux cygnes (Insel der Schwäne)
- 1987 : Die Alleinseglerin (de)

#### Acteur
- 1979 : Addio, piccola mia de Lothar Warneke : homme dans la salle de lecture (non crédité)

### À la télévision

#### Réalisateur
- 1991 : Drei Damen vom Grill (série télévisée, 14 épisodes)
- 1992 : Hier und Jetzt (série télévisée)
- 1993 : Geschichten aus der Heimat - Beziehungskisten/Teufelsbräute/Der Hundertjährige (téléfilm)
- 1993 : Wo das Herz zu Hause ist (téléfilm)
- 1994 : Die Schamlosen (téléfilm, non crédité)
- 1994 : Natalie - Endstation Babystrich (téléfilm)
- 1995 : Rex, chien flic (série télévisée, 1 épisode
- 1995 : Tatort (série télévisée, 1 épisode)
- 1996 : Kurklinik Rosenau (série télévisée, 11 épisodes)

#### Acteur
- 1998 : Liebling Kreuzberg (série télévisée)

## Récompenses et distinctions
- Prix national de la République démocratique allemande
- (en) Herrmann Zschoche: Awards, sur l'Internet Movie Database